# Josefina Samper
Josefina Samper Rojas, née à Fondón, dans la province d'Almería, en 1927 et morte à Madrid en 2018, est une syndicaliste et militante féministe andalouse.

## Biographie
Fille de mineur, Josefina Samper naît à Fondón, en Andalousie, le 8 mai 1927. Elle passe son enfance à Oran, en Algérie. Elle travaille très tôt dans les ateliers de confection et devient militante, à 12 ans, des Jeunesses socialistes unifiées puis adhère à 14 ans au PCE.
Dans sa jeunesse, elle soutient les réfugiés et les rescapés des camps de concentration. C'est dans ce contexte, en 1944, qu'elle rencontre Marcelino Camacho, fuyant les camps et exilé à Oran, qui comptait alors de très nombreux réfugiés politiques espagnols. Elle se marie avec lui le 22 décembre 1948 et ils vivent, ensemble, l'exil.   
En 1957, le couple rentre en Espagne après la grâce de Marcelino et s'installe dans le quartier de Carabanchel, à Madrid. Ils y continuent tous deux leur activité politique et syndicale clandestine.  
Le 25 novembre 1975, le roi Juan Carlos Ier accorde la grâce aux prisonniers incarcérés par le Procès 1001, dont fait partie Marcelino Camacho. Le couple débute ainsi une nouvelle vie et poursuit la lutte politique hors de la clandestinité et Marcelino devient député communiste de Madrid entre 1977 et 1981. 
En 2010, la santé de Marcelino décline fortement, et le couple emménage à Majadahonda, mais Marcelino meurt le 28 octobre de la même année. Josefina continue la lutte et maintient la mémoire de son époux. 
Le 13 février 2018, Josefina Samper meurt à Madrid à l'âge de 90 ans.

## Postérité
En 2016, elle reçoit la Médaille de l'Andalousie.
A l'annonce de son décès, de nombreuses organisations lui rendent hommage, telles que le Parti Communiste, Izquierda Unida et les Commissions Ouvrières, rappelant son combat pour les droits sociaux en Espagne.